# Louis Otten
Louis "Lou" Otten (Rijswijk, 5 de novembro de 1883 - 7 de novembro de 1946) foi um futebolista neerlandês, medalhista olímpico.
Louis Otten competiu nos Jogos Olímpicos de Verão de 1908 em Londres. Ele ganhou a medalha de bronze.